# Dave Grossman
Dave Grossman é um programador e designer de jogos eletrônicos, mais conhecido pelos seus trabalhos na LucasArts e na Telltale Games. Ele também escreveu diversos livros infantis, e um livro de "poesia de homem" chamado Ode to the Stuff in the Sink.

## Carreira

### Na Indústria de Games
Na LucasArts, Grossman escreveu e programou The Secret of Monkey Island e Monkey Island 2: LeChuck's Revenge com Ron Gilbert e Tim Schafer. Mais tarde ele co-dirigiu Day of the Tentacle.
Grossman saiu da LucasArts em 1994 para começar uma carreira como freelancer. Para a Humongous Entertainment, uma empresa co-fundada por Ron Gilbert, ele ajudou a criar diversos aclamados jogos para crianças, como a série Pajama Sam. Mais tarde ele também escreveu jogos infantis para a Hulabee Entertainment e a Disney.
Atualmente ele cria jogos para a Telltale Games, uma empresa fundada por veteranos da LucasArts.

### Livros Infantis
A Lyrics Publishing publicou três livros escritos por Grossman que foram baseados em personagens dos jogos da Humongous Entertainment. Foram eles Freddi Fish: The Big Froople Match, Pajama Sam: Mission to the Moon e Freddi Fish: The Missing Letters Mystery.
Grossman também foi o autor de dois livros interativos da Fisher-Price/Nickelodeon, SpongeBob SquarePants: Sleepy Time e Fairly OddParents: 
Squawkers.

## Outros Trabalhos
Grossman afirmou que seus interesses em outras áreas foram frequemente inspiradas pelo seu pai, "Acho que herdei uma curiosidade inquietante do meu pai (que trabalha principalmente com palavras, madeira, fotografia e arquitetura, muitas vezes combinados)". Seus outros trabalhos incluem áreas da escrita, desenho, escultura e música.
Grossman é o autor de "Ode to the Stuff in the Sink: A Book of Guy Poetry", que ele publicou independentemente em 2002. O livro contêm uma seleção de poemas ilustrados dedicados aos diferentes aspectos da vida masculina, incluindo a inabilidade de dançar, coisas velhas na geladeira, e a falta de vontade para limpar qualquer coisa. O livro está disponível para compra atrás do próprio site de Dave Grossman.
Grossman também co-projetou um boneco-robô para a Fisher-Price.

## Jogos publicados
- The Secret of Monkey Island (1990), JVC, LucasArts
- Monkey Island 2: LeChuck's Revenge (1991), LucasArts
- Maniac Mansion: Day of the Tentacle (1993), LucasArts
- Pajama Sam In: No Need To Hide When It's Dark Outside (1996), Humongous Entertainment
- Pajama Sam 2: Thunder and Lightning Aren't so Frightening (1998), Humongous Entertainment
- Freddi Fish 4: The Case of the Hogfish Rustlers of Briny Gulch (1999), Humongous Entertainment
- Pajama Sam 3: You Are What You Eat From Your Head To Your Feet (2000), Humongous Entertainment
- Moop and Dreadly: The Treasure on Bing Bong Islan] (2001), Hulabee/Plaid Banana
- Ollo in The Sunny Valley Fair (2002), Hulabee/Plaid Banana
- Piglet's Big Game (2003), Disney
- Bone, Telltale Games
- Sam & Max Season One, Telltale Games
- Sam & Max Season Two, Telltale Games
- Strong Bad's Cool Game for Attractive People, Telltale Games
- Tales of Monkey Island (2009–10) Telltale Games
- Back to the Future: The Game (2010–11) Telltale Games

Grossman também fez contribuições para títulos como The Dig e Total Annihilation.